# Malcolm Dome
Malcolm Dome foi um escritor inglês e jornalista sobre heavy metal desde 1979. Além de escrever livros, ele tem sido jornalista para o Record Mirror, Kerrang!, Metal Hammer e Classic Rock, entre outros. Ele também é radialista na estação de rádio TotalRock.

## Principais livros
- (1981) - The bible of Heavy Metal: Encyclopaedia Metallica
- (1982) - AC/DC
- (1990) - Thrash Metal
- (1994) - Aerosmith: Life in the Fast Lane
- (1994) - Van Halen: Excess All Areas
- (1994) - Bon Jovi: Faith and Glory - The Official Story
- (1995) - The Complete Guide to the Music of Metallica
- (1995) - Bon Jovi: All Night Long
- (1995) - Mötley Crüe
- (1996) - The Making of "Metallica
- (2003) - Everton Greats
- (2005) - Eddie Van Halen: Know the Man, Play the Music
- (2005) - Metallica": Complete Guide to Their Music